# Jack Ketch
John (Jack) Ketch (morto em 1686) foi um carrasco inglês a serviço do rei Carlos II de Inglaterra. Imigrante de ascendência irlandesa, ele ganhou fama pela forma de executar seu trabalho durante os tumultos da década de 1680, quando ele era frequentemente mencionado em jornais que circulavam pelo Reino da Inglaterra. Ele começou a trabalhar como carrasco em 1663 e foi o responsável pela execução da sentença de morte de William Russell em 21 de julho de 1683, e a de Jaime Scott, duque de Monmouth em 15 de julho de 1685, após a Rebelião Monmouth. A técnica de decapitação de Ketch ou era muito estranha ou era sádica — suas vítimas sempre sofriam muito antes de morrer.
A execução de Lord Russell em 21 de julho de 1683 foi executada por Ketch de forma atrapalhada, e um panfleto foi distribuído onde lia-se um pedido de desculpas, onde ele alega que o prisioneiro "não se colocou da melhor forma", e ele havia sido interrompido na hora da execução. Na plataforma da forca, em 15 de julho de 1685, o Duque de Monmouth, dirigindo-se a Ketch, reclamou do tratamento dado ao Lord Russell, dizendo que ele não havia feito o serviço corretamente. Ele teve que dar pelo menos cinco golpes com seu machado — o que ele fez gritando "eu não posso fazer isso!" —, e finalmente usou uma faca para separar a cabeça de Monmouth de seu corpo. Em 1686, Ketch foi destituído de seu cargo e preso no Bridewell Palace. Seu sucessor, o açougueiro Paskah Rose, foi enforcado no vilarejo de Tyburn quatro meses após assumir o posto. Ketch reassumiu a posição, e morreu em 1686.
Como resultado da fama que obteve, o termo Jack Ketch passou a ser usado:
- como o nome de qualquer carrasco, para esconder sua identidade;
- como um eufemismo para denominar a morte ou, algumas vezes, o Diabo;
- um eufemismo para a forca;
- o nó de forca, também chamado de nó de Jack Ketch.